# Fosciandora
Fosciandora là một đô thị ở tỉnh Lucca trong vùng Tuscany, có cự ly khoảng 70 km về phía tây bắc của Florence và khoảng 30 km về phía bắc của Lucca. Tại thời điểm ngày 31 tháng 12 năm 2004, đô thị này có dân số 657 người và diện tích là 19,8 km².
Đô thị Fosciandora có các frazioni (đơn vị trực thuộc, chủ yếu là các làng) Ponte di Ceserana, Ceserana, La Villa, Lupinaia, Fosciandora, Migliano, Treppignana, và Riana.
Fosciandora giáp các đô thị: Barga, Castelnuovo di Garfagnana, Gallicano, Pieve Fosciana, Pievepelago.